# Александар Станковић (новинар)
Александар Станковић (Бачка Топола, 8. април 1970) је хрватски новинар и водитељ, српског порекла. Најпознатији је као водитељ емисије Недјељом у два, која се емитује на хрватском националном каналу ХРТ 1. Публици је познат по агресивном стилу вођења емисије, због чега је с неким гостима имао вербалне окршаје, а Емир Кустурица је прекинуо снимање емисије с њим.

## Биографија
Александар Станковић је рођен 8. априла 1970. у Бачкој Тополи, од оца Добросава и мајке Вере који су Србин и Хрватица. Отац му је био војно лице, родом из Стубле код Лесковца, а мајка му је из Лобора у Хрватском Загорју. Преселио се 1977. године из Суботице у Карловац, а 1985. у Загреб. Завршио је Центар за Управу и правосуђе 1989. године, а од 1990. до 1995. је студирао на Правном факултету у Загребу. Прошао је на конкурсу за новинара Хрватског радија 1995. године. На истој радио станици је 1998. водио емисију Полиграф. Од 2000. води емисију Недјељом у два на каналу ХРТ 1. Имао је две камео улоге у серијама: Битанге и принцезе и Добре намјере. Објавио је три књиге поезије: „Јутра побијеђених“ (2001), „Игор Мандић на Мјесецу“ (2010) и „Углавном су ме вољеле старије госпође“ (2011). Објавио је и књигу „Сто фаца и Аца“ у којој открива непознате детаље о гостима који су прошли кроз његову емисију.

## Лични живот
Станковићу је дијагностификована депресија и дуго се бори с том болешћу. Објавио је и књигу о борби са депресијом под називом: Из своје коже: Живот с депресијом.